# Kuripan (Pesisir Utara)
Kuripan is een bestuurslaag in het regentschap Lampung Barat van de provincie Lampung, Indonesië. Kuripan telt 1448 inwoners (volkstelling 2010).